# لانگهه
لَنگه (تلفظ ایتالیایی: [ˈlaŋɡe] ; Langa به گویش قدیمی: Mons Langa et Bassa Langa) منطقه‌ای تپه‌ای در جنوب و شرق رودخانه تانارو، در استان کونیو و آسته در پیمونت، شمال ایتالیا است.
این ناحیه معروف به شراب، پنیر، و قارچ‌های خوراکی محلی خود است. حومه شهر همان‌طور که در نیمه اول قرن بیستم بود در نوشته‌های بپه فنوگلیو و سزار پاوزه که در آنجا در سانتو استفانو بلبو به دنیا آمد، برجسته است.
در ۲۲ ژوئن ۲۰۱۴، بخشی از لنگه در یونسکو به عنوان میراث جهانی ثبت شد.